# صفصاف بلدي
الصفصاف البلدي (باللاتينية: Salix mucronata) نوع نباتي من جنس الصفصاف من الفصيلة الصفصافية (باللاتينية: Salicaceae).

## البيئة والانتشار
موطنه الأصلي وادي النيل حيث سجل وجوده في مصر والسودان وأفريقيا جنوب الصحراء.

## الوصف النباتي
أوراقه تكون خضراء فاتحة طويلة متواجدة في اغلب اوقات السنة لكن تكثر وتكون أكثر اخضرارا بعد فصل الخريف وتتميز اوراق الصفصاف بطعمها المر ولا تحتاج لاعتناء خاص فهي شجرة تنبت من تلقاء نفسها وكثيرا من الناس لا يعرفون قيمتها وهي متواجدة على الترع والمصارف بوجود معتدل وتوجد في محافظة بني سويف ومركز ببا بكثرة وتستخدم كظل للمواشي والحيوانات

## مرادفات للاسم العلمي
- (باللاتينية: Salix capensis var. mucronata Anders.)
- (باللاتينية: Salix safsaf Forssk. ex Trautv.)
- (باللاتينية: Salix subserrata Willd.)